# Ilyushin Il-40
El Ilyushin Il-40 (en ruso: Ил-40, designación OTAN: Brawny) fue un proyecto soviético de avión de ataque a tierra.

## Diseño y desarrollo
El avión fue desarrollado a mediados de los años 1940 como sustituto de los Il-2 e Il-10. Fue desarrollado como avión de aparato de apoyo cercano y estaba equipado con los motores del MiG-19. Tenía un diseño anacrónico, pues la disposición de las tomas de aire delante del morro no era común y estaba armado con 4 cañones Nudelman N-37 de 37 mm en la proa y 2 Nudelman-Rikhter NR-23 de 23 mm en la popa. Finalmente el prototipo alzó vuelo en marzo de 1953. Las pruebas dieron buenos resultados excepto en los cañones, ya que los gases de estos tapaban la entrada del motor. Al final sólo se construyeron 7 prototipos pues el diseño era anticuado. Además Stalin descartó su producción en serie por considerar como innesecario un reactor Sturmovik y decidió orientar la financiación hacia otros tipos de bombarderos.